# قائمة إصدارات الطوابع البريدية في رأس الخيمة (1967)
أدارت المملكة المتحدة العلاقات الخارجية لإمارات الساحل المتصالح نتيجة لمعاهدة «الاتفاقية الحصرية» لعام 1892، بما في ذلك إدارة البريد والبرق - حيث تكن هذه الإمارات منتمية للاتحاد البريدي العالمي. افتتحت حكومة الهند أول مكتب بريد في دبي في عام 1941. وفي عام 1948، وتولت إدارته وتشغيله الوكالات البريدية البريطانية في شرق شبه الجزيرة العربية، وهي شركة تابعة لمكتب البريد العام. كانت الطوابع في ذلك الوقت عبارة عن طوابع بريطانية مقابل رسوم إضافية بقيمة الروبية، حتى عام 1959، حيث أصدرت مجموعة من طوابع بريدية تحمل اسم «الإمارات المتصالحة» من دبي.
في عام 1963، تنازلت المملكة المتحدة عن مسؤوليتها عن الأنظمة البريدية في الإمارات المتصالحة إلى حكام الإمارات المتصالحة. لذا أصدرت إمارة رأس الخيمة أول طوابعها البريدية في سنة 1964.
الكثير من الطوابع التي أصدرت في إمارة رأس الخيمة تصنف ضمن طوابع الكثبان الرملية. طبعت هذه الطوابع بكثرة في الستينيات وأوائل السبعينيات من القرن الماضي، وتكاد تكون عديمة القيمة اليوم.
وجد فينبار كيني وهو رجل أعمال أمريكي ومن هواة جمع الطوابع الفرصة لإنشاء عدد من الإصدارات من الطوابع التي تستهدف سوق جامعي الطوابع المربح. وقد أبرم في عام 1964 اتفاقات مع إمارات الخليج العربي لإصدار طوابع، ومن بينها إمارة رأس الخيمة. حملت هذه الطوابع مصورا ذات ألوان وأشكال صارخة وليس لها صلة فعلية بالإمارات.
كان بيع الطوابع البريدية لفترة قصيرة تجارة مربحة للإمارات، حيث كان لمعظم الإمارات القليل من مصادر الدخل، باستثناء إمارة أبو ظبي، التي توفر فيها إنتاج النفط منذ عام 1965. ومع ذلك، انخفضت الإيرادات التي تصل إلى 70 ألف جنيه إسترليني للإمارات الأفقر إلى 30 ألف جنيه إسترليني مع التشبع الحتمي للسوق. شكل بيع الطوابع بحلول عام 1966 المصدر الرئيسي لدخل الإمارات المتصالحة الشمالية.
أدى انتشارها في النهاية إلى تقليل قيمتها، ولهذا السبب، فإن العديد من الكتالوجات الشعبية اليوم لا تدرجها حتى.
اتهم فينبار كيني بالتورط في قضية رشوة في الولايات المتحدة بسبب تعاملاته مع حكومة جزر كوك. انتهت ترتيبات فينبار كيني عندما توحدت الإمارات العربية المتحدة في ديسمبر 1971.
هذه قائمة إصدارات الطوابع البريدية في إمارة رأس الخيمة لعام 1967م.

## إصدارات ألف ليلة وليلة
أُصدرت خمسة طوابع مُخصصة للبريد الجوي تتناول بعض حكايات ألف ليلة وليلة:
| # | تاريخ الإصدار  | الوصف                                                                       | صورة الإصدار المخرم | صورة الإصدار غير المخرم | القيمة       | الأبعاد     |
| - | -------------- | --------------------------------------------------------------------------- | ------------------- | ----------------------- | ------------ | ----------- |
| 1 | 01 فبراير 1967 | طابع عن حكاية خرافية من حكايات ألف ليلة وليلة                               |                     |                         | ثلاثون درهما | 51 * 41 ملم |
| 2 | 01 فبراير 1967 | طابع عن حكاية خرافية من حكايات ألف ليلة وليلة عن علاء الدين والمصباح السحري |                     |                         | سبعون درهما  | 51 * 41 ملم |
| 3 | 01 فبراير 1967 | طابع عن حكاية خرافية من حكايات ألف ليلة وليلة                               |                     |                         | ريال واحد    | 51 * 41 ملم |
| 4 | 01 فبراير 1967 | طابع عن حكاية خرافية من حكايات ألف ليلة وليلة                               |                     |                         | ريالان       | 51 * 41 ملم |
| 5 | 01 فبراير 1967 | طابع عن حكاية خرافية من حكايات ألف ليلة وليلة                               |                     |                         | ثلاثة ريالات | 51 * 41 ملم |

وأُصدرت بطاقة تذكارية واحدة:

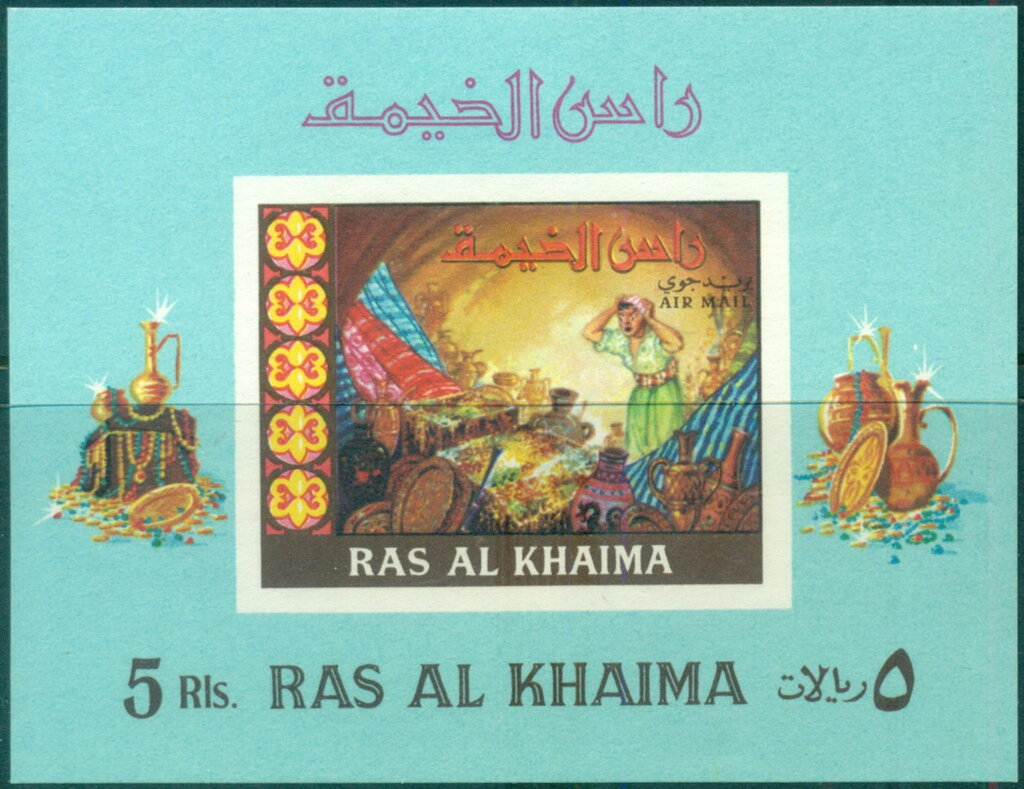
بطاقة تذكارية عن حكاية خرافية من حكايات ألف ليلة وليلة تصور حكاية علي بابا والأربعين لصا

## إصدارات القطط
أُصدرت ستة طوابع عن القطط:
| # | تاريخ الإصدار | الوصف                                     | صورة الطابع المخرم | صورة الصحيفة الكاملة | القيمة       | الأبعاد     |
| - | ------------- | ----------------------------------------- | ------------------ | -------------------- | ------------ | ----------- |
| 1 | 30 مارس 1967  | طابع بخلفية صفراء يحتوي على صورة قطة      |                    |                      | درهم واحد    | 44 * 44 ملم |
| 2 | 30 مارس 1967  | طابع بخلفية بيضاء يحتوي على صورة قطة      |                    |                      | درهمان       | 44 * 44 ملم |
| 3 | 30 مارس 1967  | طابع بخلفية برتقالية يحتوي على صورة قطة   |                    |                      | ثلاثة دراهم  | 44 * 44 ملم |
| 4 | 30 مارس 1967  | طابع بخلفية خضراء يحتوي على صورة قطة      |                    |                      | أربعة دراهم  | 44 * 44 ملم |
| 5 | 30 مارس 1967  | طابع بخلفية بنية فاتحة يحتوي على صورة قطة |                    |                      | خمسة دراهم   | 44 * 44 ملم |
| 6 | 30 مارس 1967  | طابع بخلفية بيضاء يحتوي على صورة قطة      |                    |                      | ثلاثة ريالات | 44 * 44 ملم |

## إصدارات الفنون العربية
أُصدرت سبعة طوابع وبطاقة تذكارية واحدة تتضمن صورا لمنمنمات ولوحات عربية من القرن الثاني عشر إلى القرن الرابع عشر:
| # | تاريخ الإصدار | الوصف | صورة الطابع المخرم | صورة الطابع غير المخرم | صورة الصحيفة الكاملة | القيمة       | الأبعاد     |
| - | ------------- | --- | ------------------ | ---------------------- | -------------------- | ------------ | ----------- |
| 1 | 10 مايو 1967  | طابع متعدد الألوان من المنمنمات واللوحات العربية من القرن الثاني عشر إلى القرن الرابع عشر يظهر فيه الفيلسوف العربي المبشر بن فاتك                        |                    |                        |                      | درهم واحد    | 60 * 40 ملم |
| 2 | 10 مايو 1967  | طابع متعدد الألوان من المنمنمات واللوحات العربية من القرن الثاني عشر إلى القرن الرابع عشر يظهر فيه الملك روجر الثاني ملك صقلية                           |                    |                        |                      | درهمان       | 60 * 40 ملم |
| 3 | 10 مايو 1967  | طابع متعدد الألوان من المنمنمات واللوحات العربية من القرن الثاني عشر إلى القرن الرابع عشر يصور مقامة من مقامات الحريري ويظهر فيه الحارث يتحدث مع أبي زيد |                    |                        |                      | ثلاثة دراهم  | 60 * 40 ملم |
| 4 | 10 مايو 1967  | طابع متعدد الألوان من المنمنمات واللوحات العربية من القرن الثاني عشر إلى القرن الرابع عشر يظهر فيه صورة ملك على عرشه                                     |                    |                        |                      | أربعة دراهم  | 60 * 40 ملم |
| 5 | 10 مايو 1967  | طابع متعدد الألوان من المنمنمات واللوحات العربية من القرن الثاني عشر إلى القرن الرابع عشر يظهر فيه طائر البلشون                                          |                    |                        |                      | عشرة دراهم   | 60 * 40 ملم |
| 6 | 10 مايو 1967  | طابع متعدد الألوان من المنمنمات واللوحات العربية من القرن الثاني عشر إلى القرن الرابع عشر يظهر فيه صورة ملك من رؤساء الملائكة                            |                    |                        |                      | عشرون درهما  | 60 * 40 ملم |
| 7 | 10 مايو 1967  | طابع متعدد الألوان من المنمنمات واللوحات العربية من القرن الثاني عشر إلى القرن الرابع عشر يظهر فيه فارسان يمتطيان جواديهما                               |                    |                        |                      | ثلاثون درهما | 60 * 40 ملم |

وأُصدرت بطاقة تذكارية واحدة:

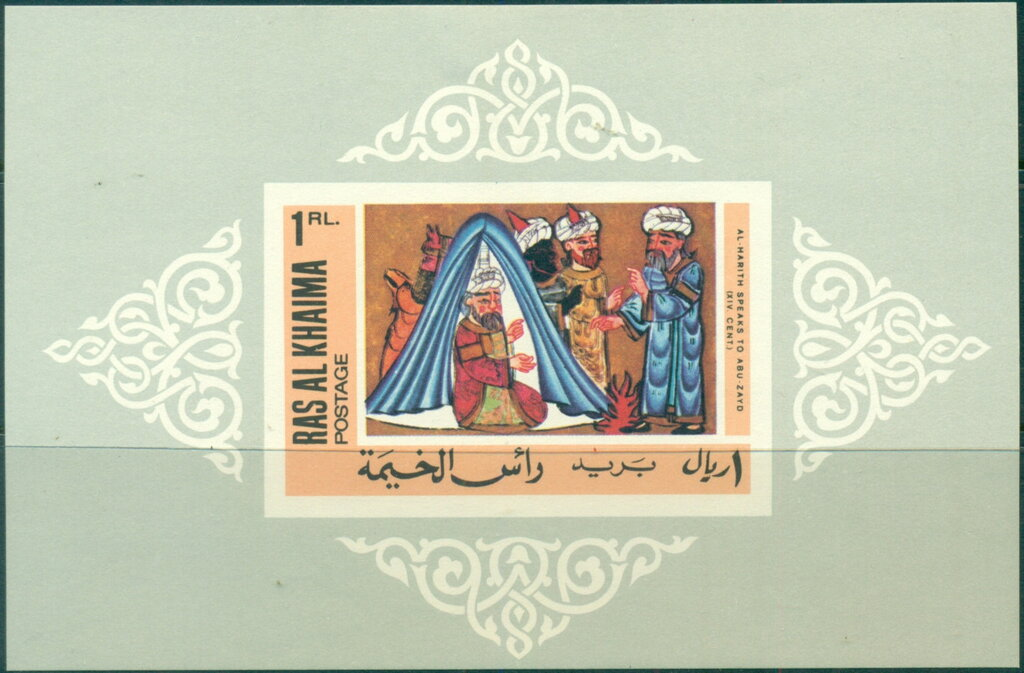
بطاقة تذكارية أُصدرت عام 1967م تصور المنمنمات والرسوم العربية بين القرنين الثاني عشر والرابع عشر.

## إصدارات الفنون الأوربية
أُصدرت سبعة طوابع وبطاقة تذكارية واحدة تتضمن صورا ورسوما أوربية وقد خُصّصت هذه الطوابع للبريد الجوي:
| # | تاريخ الإصدار | الوصف                                                                           | صورة الطابع المخرم | صورة الطابع غير المخرم | القيمة       | الأبعاد     |
| - | ------------- | ------------------------------------------------------------------------------- | ------------------ | ---------------------- | ------------ | ----------- |
| 1 | 30 مايو 1967  | طابع متعدد الألوان تظهر فيه إحدى لوحات الرسام الفرنسي أوجين ديلاكروا            |                    |                        | ستون درهما   | 60 * 40 ملم |
| 2 | 30 مايو 1967  | طابع متعدد الألوان تظهر فيه إحدى لوحات الرسام الفرنسي بول سيزان                 |                    |                        | سبعون درهما  | 60 * 40 ملم |
| 3 | 30 مايو 1967  | طابع متعدد الألوان تظهر فيه إحدى لوحات الرسام الفرنسي إدوارد مانيه              |                    |                        | ريال واحد    | 60 * 40 ملم |
| 4 | 30 مايو 1967  | طابع متعدد الألوان تظهر فيه إحدى لوحات الرسام الهولندي فينسنت فان خوخ           |                    |                        | ريالان       | 60 * 40 ملم |
| 5 | 30 مايو 1967  | طابع متعدد الألوان تظهر فيه إحدى لوحات الرسام الهولندي فرانز هالز               |                    |                        | ثلاثة ريالات | 60 * 40 ملم |
| 6 | 30 مايو 1967  | طابع متعدد الألوان تظهر فيه إحدى لوحات الرسام الفرنسي جان بابتيست سيميون شاردان |                    |                        | خمسة ريالات  | 60 * 40 ملم |
| 7 | 30 مايو 1967  | طابع متعدد الألوان تظهر فيه إحدى لوحات الرسام الفرنسي جان بابتيست سيميون شاردان |                    |                        | عشرة ريالات  | 60 * 40 ملم |

وأُصدرت بطاقة تذكارية واحدة:

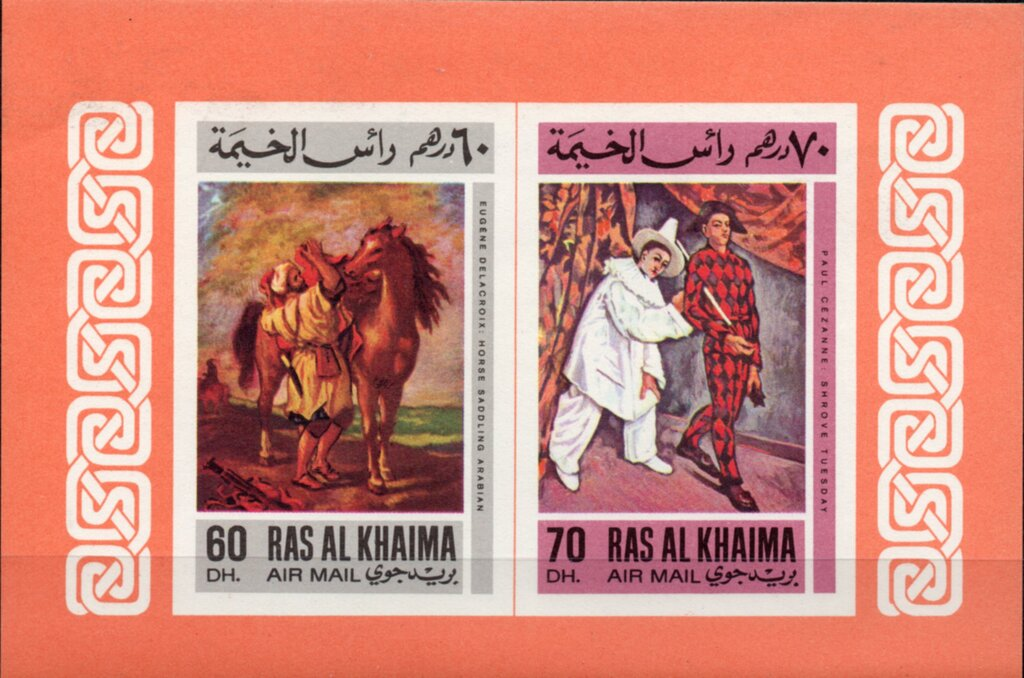
ورقة تذكارية تحتوي على طابعين

## إصدارات ذكرى وفاة الرئيس الأمريكي جون كينيدي
أُعيد توشيح الطوابع الستة التي أُصدرت سابقا بقيمة نقدية مختلفة لمناسبة ذكرى وفاة الرئيس الأمريكي الخامس والثلاثين جون كينيدي:
| # | تاريخ الإصدار | الوصف                                                                                 | صورة الطابع | صورة الصحيفة الكاملة | القيمة       | القيمة السابقة | الأبعاد     |
| - | ------------- | ------------------------------------------------------------------------------------- | ----------- | -------------------- | ------------ | -------------- | ----------- |
| 1 | 30 يونيو 1967 | طابع بخلفية بنية ولون أزرق يحتوي على صورة للرئيس الأمريكي الخامس والثلاثين جون كينيدي |             |                      | ريال واحد    | روبية واحدة    | 21 * 56 ملم |
| 2 | 30 يونيو 1967 | طابع بخلفية بنية ولون أزرق يحتوي على صورة للرئيس الأمريكي الخامس والثلاثين جون كينيدي |             |                      | ريال واحد    | روبية واحدة    | 56 * 21 ملم |
| 3 | 30 يونيو 1967 | طابع بخلفية بنية ولون أزرق يحتوي على صورة للرئيس الأمريكي الخامس والثلاثين جون كينيدي |             |                      | ريال واحد    | روبية واحدة    | 56 * 21 ملم |
| 4 | 30 يونيو 1967 | طابع بخلفية بنية ولون أزرق يحتوي على صورة للرئيس الأمريكي الخامس والثلاثين جون كينيدي |             |                      | ريالان       | روبيتان        | 56 * 41 ملم |
| 5 | 30 يونيو 1967 | طابع بخلفية بنية ولون أزرق يحتوي على صورة للرئيس الأمريكي الخامس والثلاثين جون كينيدي |             |                      | ثلاثة ريالات | ثلاث روبيات    | 56 * 41 ملم |
| 6 | 30 يونيو 1967 | طابع بخلفية بنية ولون أزرق يحتوي على صورة للرئيس الأمريكي الخامس والثلاثين جون كينيدي |             |                      | أربعة ريالات | أربع روبيات    | 41 * 56 ملم |

## إصدارات المؤتمر الكشفي في الولايات المتحدة
أُصدرت أربعة طوابع مُخصصة للبريد العادي وثلاثة طوابع للبريد الجوي وأُصدرت بطاقتان تذكاريتان:
| # | تاريخ الإصدار | الوصف                                                                           | صورة الإصدار المخرم | صورة الإصدار غير المخرم | القيمة             | الأبعاد     |
| - | ------------- | ------------------------------------------------------------------------------- | ------------------- | ----------------------- | ------------------ | ----------- |
| 1 | 20 يوليو 1967 | طابع متعدد الألوان يظهر فيه أحد عناصر الكشافة وهو ينفخ في بوق                   |                     |                         | درهم واحد          | 40 * 51 ملم |
| 2 | 20 يوليو 1967 | طابع متعدد الألوان يظهر فيه الضابط البريطاني ومؤسس الحركة الكشفية بادن باول     |                     |                         | درهمان             | 40 * 51 ملم |
| 3 | 20 يوليو 1967 | طابع متعدد الألوان يظهر فيه عناصر الكشافة حول النار في المخيم                   |                     |                         | ثلاثة دراهم        | 51 * 40 ملم |
| 4 | 20 يوليو 1967 | طابع متعدد الألوان يظهر فيه عناصر الكشافة في جولة استكشافية على الأقدام         |                     |                         | أربعة دراهم        | 51 * 40 ملم |
| 5 | 20 يوليو 1967 | طابع متعدد الألوان يظهر فيه شعار الكشافة                                        |                     |                         | خمسة وثلاثون درهما | 40 * 51 ملم |
| 6 | 20 يوليو 1967 | طابع متعدد الألوان يظهر فيه الضابط البريطاني ومؤسس الحركة الكشفية بادن باول     |                     |                         | خمسة وسبعون درهما  | 40 * 51 ملم |
| 7 | 20 يوليو 1967 | طابع متعدد الألوان يظهر فيه أحد عناصر الكشافة وهو ينظر إلى سفينة جمناي الفضائية |                     |                         | ريال واحد          | 40 * 51 ملم |

وأُصدرت بطاقة تذكارية واحدة:

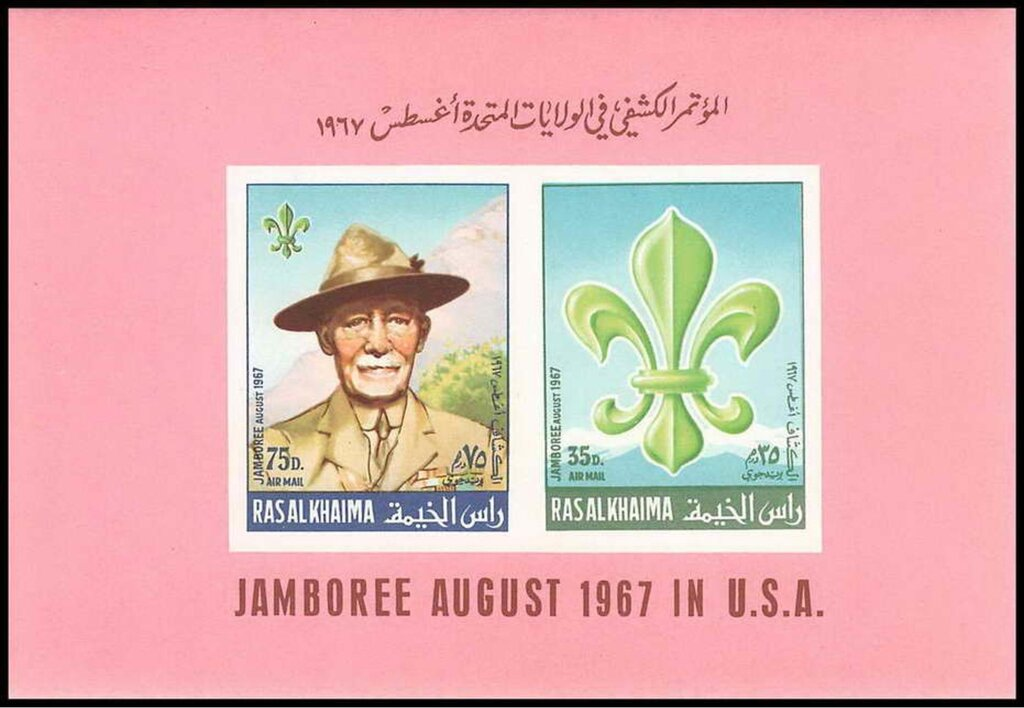
ورقة تذكارية بقيمة مئة وعشرة دراهم من إصدارات المؤتمر الكشفي في الولايات المتحدة عام 1967م.
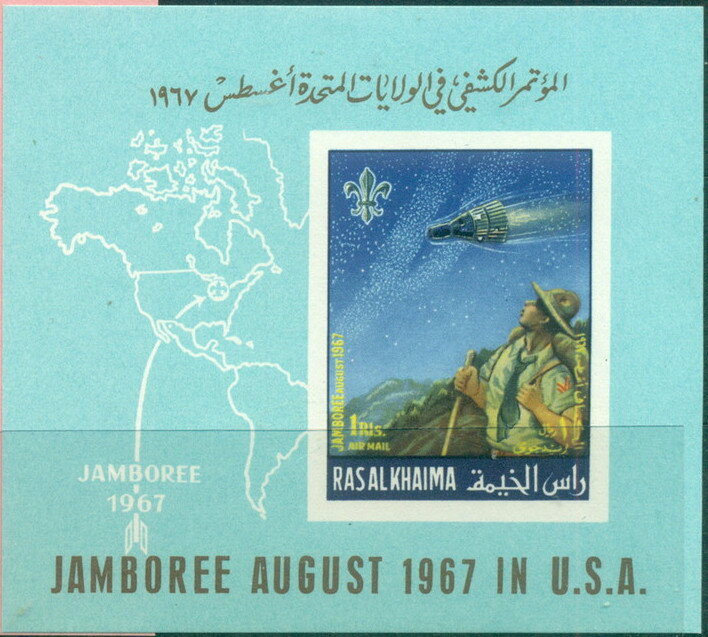
ورقة تذكارية بقيمة ريال واحد من إصدارات المؤتمر الكشفي في الولايات المتحدة عام 1967م.

## توشيح إصدارات رواد الفضاء
أُعيد توشيح الطوابع الثمانية والبطاقتين التذكاريتين لرواد الفضاء:
| # | تاريخ الإصدار | الوصف | صورة الطابع المخرم | صورة الطابع غير المخرم | القيمة           | القيمة السابقة  | الأبعاد     |
| - | ------------- | --- | ------------------ | ---------------------- | ---------------- | --------------- | ----------- |
| 1 | 20 أغسطس 1967 | طابع ذو خلفية أرجوانية يحتوي على صورة رائد الفضاء الأمريكي سكوت كاربنتر وتظهر فوقه صورة لمركبة ميركوري-أطلس 7 |                    |                        | خمس وعشرون درهما | خمس وعشرون بيزة | 30 * 62 ملم |
| 2 | 20 أغسطس 1967 | طابع ذو خلفية بنية يحتوي على صورة رائد الفضاء الأمريكي جون غلين وتظهر فوقه صورة لمركبة ميركوري-أطلس 6         |                    |                        | خمسون درهما      | خمسون بيزة      | 30 * 62 ملم |
| 3 | 20 أغسطس 1967 | طابع ذو خلفية زرقاء يحتوي على صورة رائد الفضاء الأمريكي ألان شيبارد وتظهر فوقه صورة لمركبة ميركوري-ريدستون 3  |                    |                        | خمس وسبعون درهما | خمس وسبعون بيزة | 30 * 62 ملم |
| 4 | 20 أغسطس 1967 | طابع ذو خلفية بنية يحتوي على صورة رائد الفضاء الأمريكي جوردن كوبر                                             |                    |                        | ريال واحد        | روبية واحدة     | 30 * 62 ملم |
| 5 | 20 أغسطس 1967 | طابع ذو خلفية وردية يحتوي على صورة رائد الفضاء الأمريكي غوس غريسوم وتظهر فوقه صورة لمركبة ميركوري-ريدستون 4   |                    |                        | ريالان           | روبيتان         | 30 * 62 ملم |
| 6 | 20 أغسطس 1967 | طابع ذو خلفية وردية يحتوي على صورة رائد الفضاء الأمريكي والي شيرا وتظهر فوقه صورة لمركبة ميركوري-أطلس 8       |                    |                        | ثلاثة ريالات     | ثلاث روبيات     | 30 * 62 ملم |
| 7 | 20 أغسطس 1967 | طابع ذو خلفية وردية يحتوي على صورة رائد الفضاء الأمريكي طوماس ستافورد وتظهر فوقه صورة لمركبة جمناي 6 إيه      |                    |                        | أربعة ريالات     | أربع روبيات     | 30 * 62 ملم |
| 8 | 20 أغسطس 1967 | طابع ذو خلفية وردية يحتوي على صورة رائد الفضاء الأمريكي جيم لوفل وتظهر فوقه صورة لمركبة جمناي 7               |                    |                        | خمسة ريالات      | خمس روبيات      | 30 * 62 ملم |

وأُصدرت بطاقتان تذكاريتان

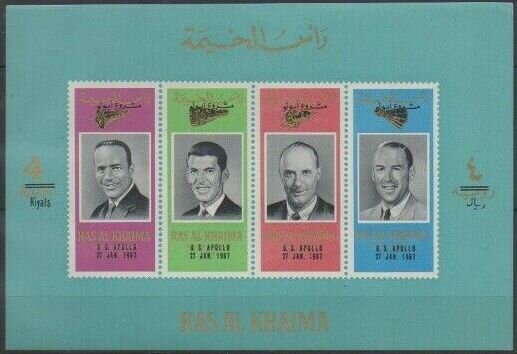
بطاقة تذكارية بخلفية زرقاء بقيمة أربع روبيات تحتوي على أربع طوايع تظهر فيها صور لرواد الفضاء
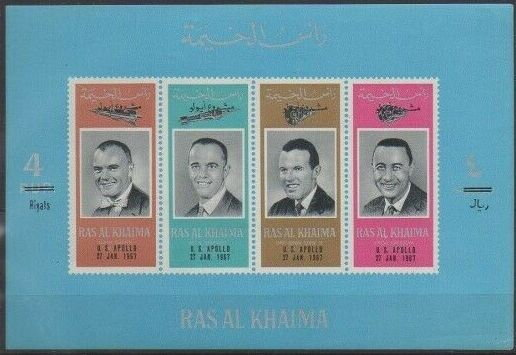
بطاقة تذكارية بخلفية زرقاء بقيمة أربع روبيات تحتوي على أربع طوايع تظهر فيها صور لرواد الفضاء

## إصدارات الألعاب الأولمبية الصيفية
أُصدرت أربعة طوابع للبريد العادي وطابعان للبريد الجوي وبطاقة تذكارية واحدة لمناسبة الألعاب الأولمبية الصيفية وقد وُشّحت الطوابع بعبارة "التحضير لألعاب مكسيكو الأولمبية":
| # | تاريخ الإصدار  | الوصف                                                  | صورة الطابع المخرم | صورة الطابع غير المخرم | القيمة       |
| - | -------------- | ------------------------------------------------------ | ------------------ | ---------------------- | ------------ |
| 1 | 20 أكتوبر 1967 | طابع بخلفية ذات لون أزرق فاتح تظهر فيه رياضة رمي القرص |                    |                        | عشرة دراهم   |
| 2 | 20 أكتوبر 1967 | طابع بخلفية ذات لون أخضر تظهر فيه رياضة رفع الأثقال    |                    |                        | عشرون درهما  |
| 3 | 20 أكتوبر 1967 | طابع بخلفية ذات لون بني فاتح تظهر فيه رياضة كرة القدم  |                    |                        | ثلاثون درهما |
| 4 | 20 أكتوبر 1967 | طابع بخلفية ذات لون أزرق تظهر فيه رياضة المبارزة       |                    |                        | أربعون درهما |
| 5 | 20 أكتوبر 1967 | طابع بخلفية ذات لون زيتوني فاتح تظهر فيه رياضة الركض   |                    |                        | ريال واحد    |
| 6 | 20 أكتوبر 1967 | طابع بخلفية ذات لون بنفسجي تظهر فيه رياضة الملاكمة     |                    |                        | ريالان       |

وأُصدرت بطاقة تذكارية واحدة:

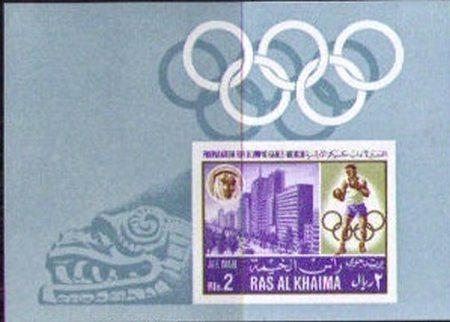
ورقة تذكارية بخلفية زرقاء فاتحة تحتوي على صورة لطابع بقيمة ريالين

## إصدارات الألعاب الأولمبية الشتوية
أُصدرت خمسة طوابع مُخصصة للبريد العادي وثلاثة طوابع للبريد الجوي وأُصدرت بطاقة تذكارية واحدة لمناسبة الألعاب الأولمبية الشتوية العاشرة التي جرت أحداثها في مدينة غرونوبل الفرنسية وقد وُشّحت الطوابع بعبارة "Grenoble 1968" باللغة الإنجليزية وعبارة "غرنوبل 1968" باللغة العربية:
| # | تاريخ الإصدار  | الوصف                                       | صورة الإصدار المخرم | صورة الإصدار غير المخرم | القيمة             | الأبعاد     |
| - | -------------- | ------------------------------------------- | ------------------- | ----------------------- | ------------------ | ----------- |
| 1 | 24 ديسمبر 1967 | طابع تظهر فيه رياضة الهوكي                  |                     |                         | درهم واحد          | 40 * 51 ملم |
| 2 | 24 ديسمبر 1967 | طابع تظهر فيه رياضة القفز التزلجي           |                     |                         | درهمان             | 40 * 51 ملم |
| 3 | 24 ديسمبر 1967 | طابع تظهر فيه رياضة التزلج السريع           |                     |                         | ثلاثة دراهم        | 51 * 40 ملم |
| 4 | 24 ديسمبر 1967 | طابع تظهر فيه رياضة التزلج الجماعي          |                     |                         | أربعة دراهم        | 51 * 40 ملم |
| 5 | 24 ديسمبر 1967 | طابع تظهر فيه رياضة التزلج الفني على الجليد |                     |                         | خمسة دراهم         | 40 * 51 ملم |
| 6 | 24 ديسمبر 1967 | طابع يظهر فيه شعار المسابقة                 |                     |                         | خمسة وثمانون درهما | 40 * 51 ملم |
| 7 | 24 ديسمبر 1967 | طابع تظهر فيه رياضة التزلج الجماعي          |                     |                         | ريالان             | 40 * 51 ملم |
| 8 | 24 ديسمبر 1967 | طابع تظهر فيه رياضة الرقص الفني على الجليد  |                     |                         | ثلاثة ريالات       | 40 * 51 ملم |

وأُصدرت بعض الطوابع متجاورة مع طوابع أخرى:

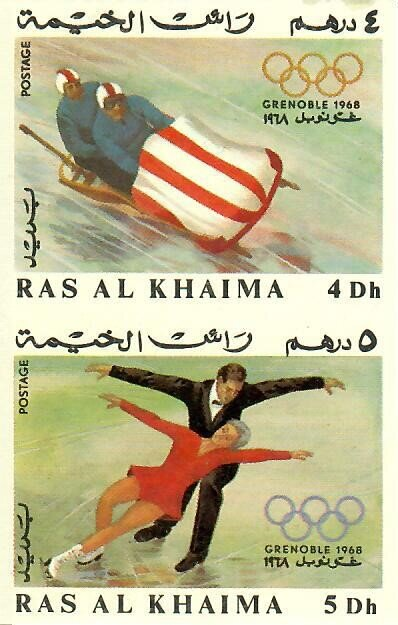
ورقة طوابع فيها طابعان متجاوران
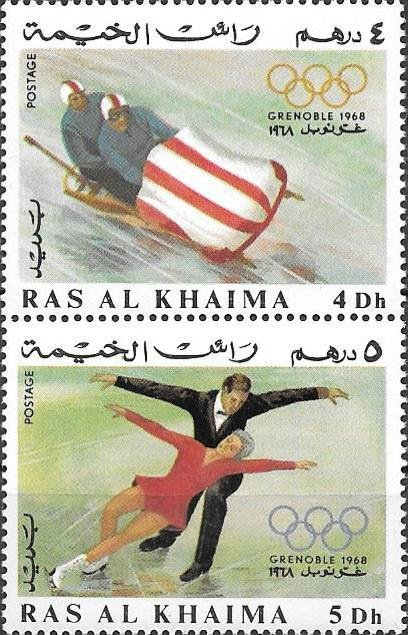
ورقة طوابع فيها طابعان متجاوران
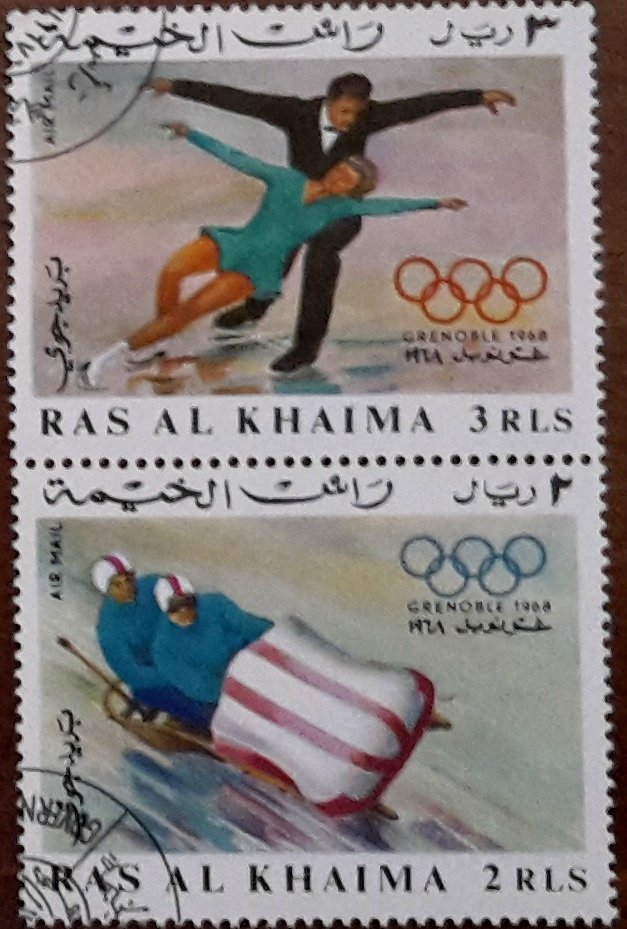
ورقة طوابع فيها طابعان متجاوران
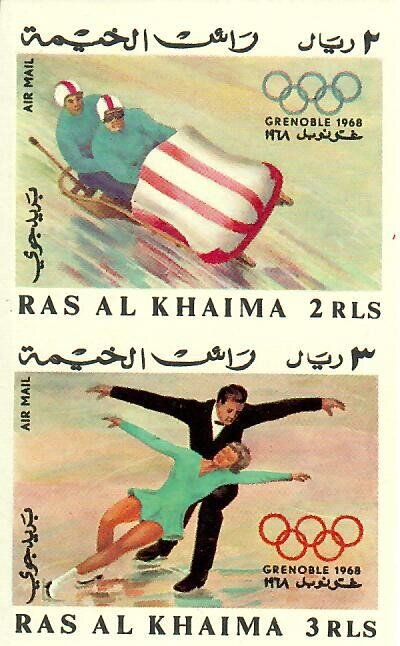
ورقة طوابع فيها طابعان متجاوران
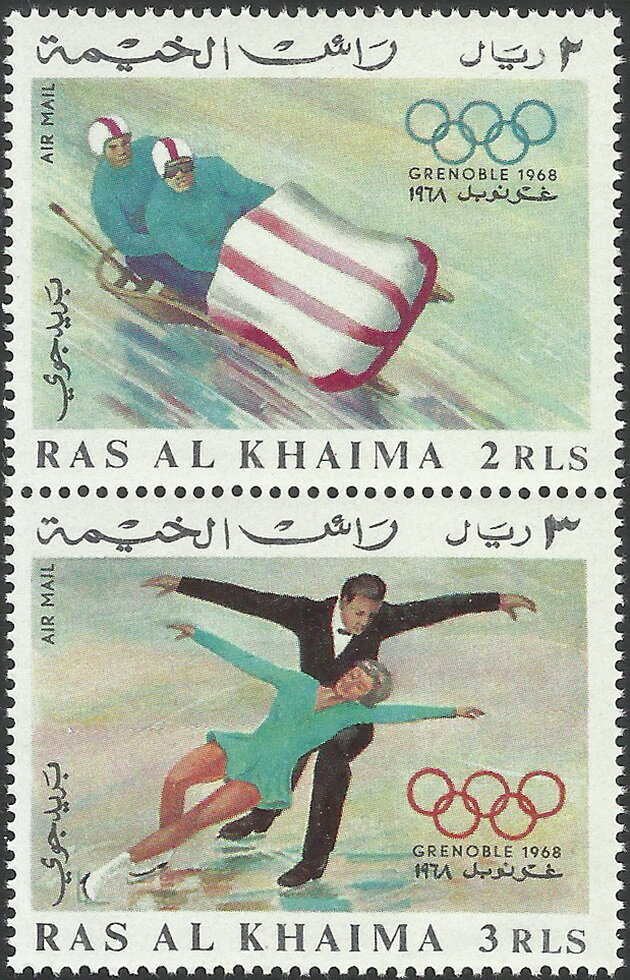
ورقة طوابع فيها طابعان متجاوران

وأُصدر طابع واحد لورقة تذكارية:

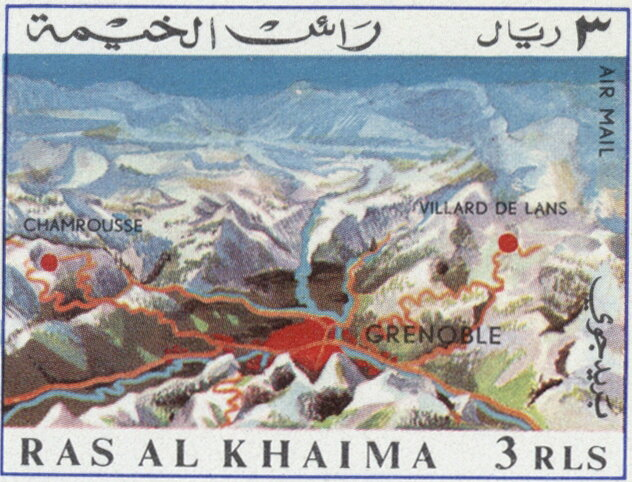
طابع لورقة تذكارية أُصدر لمناسبة الألعاب الأولمبية الشتوية العاشرة

وأُصدرت بطاقة تذكارية واحدة:

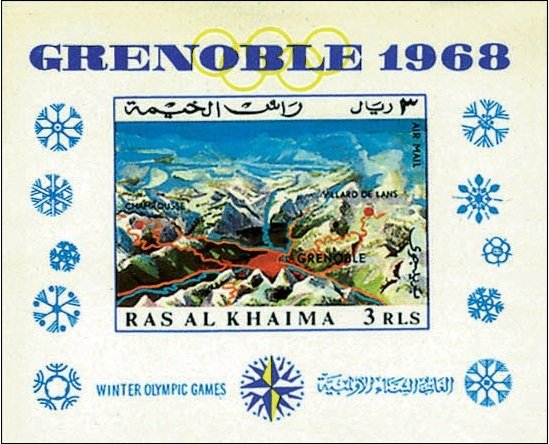
ورقة تذكارية أُصدرت لمناسبة الألعاب الأولمبية الشتوية العاشرة